# Lockhart (Florida)
Lockhart es un lugar designado por el censo (en inglés, census-designated place, CDP) ubicado en el condado de Orange, Florida, Estados Unidos. Según el censo de 2020, tiene una población de 14 058 habitantes.

## Geografía
La localidad está ubicada en las coordenadas 28°37′38″N 81°26′2″O / 28.62722, -81.43389 (28.627103, -81.433784). Según la Oficina del Censo de los Estados Unidos, tiene una superficie total de 11.94 km², de la cual 11.49 km² corresponden a tierra firme y 0.45 km² están cubiertos de agua.

## Demografía
Según el censo de 2020, hay 14 058 personas residiendo en la localidad. La densidad de población es de 1223.50 hab./km². El 42.8% de los habitantes son blancos, el 26.6% son afroamericanos, el 0.5% son amerindios, el 4.2% son asiáticos, el 0.1% son isleños del Pacífico, el 9.0% son de otras razas y el 16.8% son de una mezcla de razas. Del total de la población, el 27.7% son hispanos o latinos de cualquier raza.